# Foorplein (prémétro d'Anvers)
Foorplein  est une station fantôme du prémétro d'Anvers. Elle est située à l'est de la ville à la limite de Borgerhout et de Deurne à hauteur de la Turnhoutsepoort où la Turnhoutsebaan et le Singel se croisent. Construite dans le cadre du Reuzenpijp, les travaux ont débuté en 1978 et sont depuis 1989 à l'arrêt. 

## Caractéristiques
Au-delà de la station Zegel, à 600 mètres au nord de celle-ci se trouve Foorplein qui malgré le fait de se trouver sous des voies de chemins de fer et du Ring d'Anvers à un endroit peu peuplé, est une des plus grandes stations du réseau. Ceci s'explique par le fait que la mezzanine surplombe les quais de soixante mètres de long sur l'ensemble de l'ouvrage. Elle est aujourd'hui à l'état de gros-œuvre. 
À deux cents mètres à l'est de la station existe une trémie d'accès vers les voies de tram de la Turnhoutsebaan. 

## Futur
Le 8 juin 2015, le ministre flamand de la mobilité, Ben Weyts a annoncé qu'un budget de 8,4 millions d'euros était prévu pour la mise en service de ce morceau de réseau inutilisé. De Lijn prévoit une mise en service de la ligne en 2018 en y déviant la Ligne 10 du tram d'Anverss en provenance de Wijnegem. L'ouverture de la station Foorplein est quant à elle prévue pour 2020. la mise en service permettra la réduction du temps de trajet de Wijnegem au centre d'Anvers de 25 à 15 minutes.